# Spellingwijzer Onze Taal
De Spellingwijzer Onze Taal is een spellinggids met een alternatieve spelling voor de Nederlandse taal, op initiatief van onder meer het Genootschap Onze Taal. Tussen 2006 en 2015 verscheen de gids onder de naam het Witte Boekje. De spelling die erin wordt voorgeschreven is  de zogeheten witte spelling. 

## Uitgaven
De eerste druk verscheen in oktober 1998, toen onder de titel Spellingwijzer Onze Taal. In 2006 en eind 2011 verschenen geactualiseerde edities onder de titel het Witte Boekje. Het Witte Boekje was samengesteld door het Genootschap Onze Taal en Wim Daniëls. Op 7 oktober 2015 verscheen weer een herziene versie, nu weer onder de oorspronkelijke naam Spellingwijzer Onze Taal.

## Witte spelling
De spelling die wordt voorgeschreven in het Witte Boekje, de zogeheten witte spelling, geldt sinds 2006 als alternatieve spelling en wijkt op enkele punten af van de zogeheten groene spelling van het Groene Boekje.  De eerste editie van het Witte Boekje, met daarin de woordenlijst, verscheen op 16 augustus 2006.
De witte spelling is ontworpen uit onvrede over sommige onderdelen van de officiële spelling van de Nederlandse taal zoals die per 1 augustus 2006 door het Comité van Ministers van de Nederlandse Taalunie is vastgesteld. De gedachte achter de witte spelling – meer vrijheid voor de individuele speller – is geheel anders dan de opzet van de groene spelling, die vooral een vormelijk sluitend systeem wil zijn, maar desondanks tal van hiaten kent, vooral in de regelgeving. Bovendien blijkt de Woordenlijst van het Groene Boekje erg onvolledig als er een Nederlands verklarend woordenboek naast wordt gelegd.
Belangrijke kwesties waarin de witte spelling meer vrijheid laat dan de groene zijn het gebruik van de tussen-n en koppeltekens in samenstellingen en van sommige diakritische tekens. De afwijkingen ten opzichte van de groene spelling zijn in de woordenlijst van het Witte Boekje zo veel mogelijk aangegeven.

### Toepassing
De witte spelling wordt gesteund door het Platform de Witte Spelling. Dit informele platform is opgericht op 13 januari 2006. Toen is besloten het op dat moment nog te verschijnen Witte Boekje van het Genootschap Onze Taal te gaan volgen. De deelnemers, vooral uit Nederland, zijn in de loop van 2006 de witte spelling of een eigen versie daarvan gaan gebruiken. De witte spelling werd sindsdien gevolgd door onder meer de meeste Nederlandse landelijke kranten, zoals NRC. 
De witte spelling verloor echter mettertijd aan populariteit. Zo besloot de NOS in november 2023 definitief om de witte spelling te verruilen voor de groene. Een belangrijke reden was dat de groene spelling ondertussen ingeburgerd was. Hierdoor kregen zij vaak klachten over spelfouten wanneer zij de witte spelling hanteerden. Ook de Volkskrant maakte in juni 2024 bekend te zullen overgaan op de groene spelling, onder meer omdat de jongere redactieleden vaak alleen maar met deze spelling vertrouwd waren.
De website spellingsite.nu, waar de witte spelling kan worden getoetst, is gebaseerd op de Spellingwijzer Onze Taal.

## Kritiek
Het Witte Boekje verscheen in dezelfde maand als het Groene Boekje, de Woordenlijst Nederlandse Taal 2005 van de Nederlandse Taalunie.
Van groene zijde kwam er felle kritiek op de witte spelling. Taaljournalist Ludo Permentier van de Vlaamse krant De Standaard en bestuurslid van de Taalunie, beoordeelt de kwaliteit van het Witte Boekje op grond van de inconsequenties erin als broddelwerk. Hierbij dient wel te worden vermeld dat Permentier zelf de schrijver was van de Leidraad tot het Groene Boekje en bijzonder veel kritiek kreeg over de formulering van de spellingregels.